# 91 الدلو b
91 الدلو b هو كوكب خارج المجموعة الشمسية يدور حول النجم 91 الدلو A في كوكبة الدلو على مسافة تقارب 148 سنة ضوئية (46 فرسخ فلكي). اكتشف الكوكب في 16 نوفمبر 2003 . باستخدام قياسات السرعة الشعاعية للنجم المضيف أجريت في مرصد ليك. يدور الكوكب في متوسط مسافة مدارية تقدر بنحو 0.7 وحدة فلكية من النجم، أقرب قليلا من متوسط المسافة المدارية لكوكب الزهرة حول الشمس (0.728 و.ف). ويستغرق الكوكب نصف سنة ليكمل مدارة حول النجم في مدار دائري تقريباً (e = <0.053).